# Kennedia exaltata
Kennedia exaltata är en ärtväxtart som beskrevs av Jacob Whitman Bailey. Kennedia exaltata ingår i släktet Kennedia och familjen ärtväxter. Inga underarter finns listade i Catalogue of Life.